# Viva México (canción)
Viva México es una canción tradicional mexicana compuesta por el escritor mexicano Pedro Galindo Galarza en 1942. Evoca el espíritu patriótico y el amor profundo por de la cultura de México.la canción se ha convertido en un himno popular en las celebraciones mexicanas, especialmente durante las fiestas del Día de la Independencia Mexicana.
La canción ha sido interpretada por varios cantantes a lo largo del tiempo, como Pedro Vargas, Lucero, Antonio Aguilar, Nadia (W), etc.  
Aida Cuevas hizo una versión de Viva México en 1989, con el género de mariachi y llena de orgullo patriótico, siendo la canción como una de las mejores adaptaciones más famosa de la música mexicana. En ella, Aída rinde homenaje a la valentía de México y a aquellos que han luchado por la libertad y la democracia en el país.
Juan Gabriel hizo una versión en 1990 del concierto en vivo desde Palacio de Bellas Artes en la Ciudad de México llamado Viva México / Guadalajara, que evoca el espíritu patriótico y el amor profundo por México.